# Villa Innocentia (Bad Reichenhall)

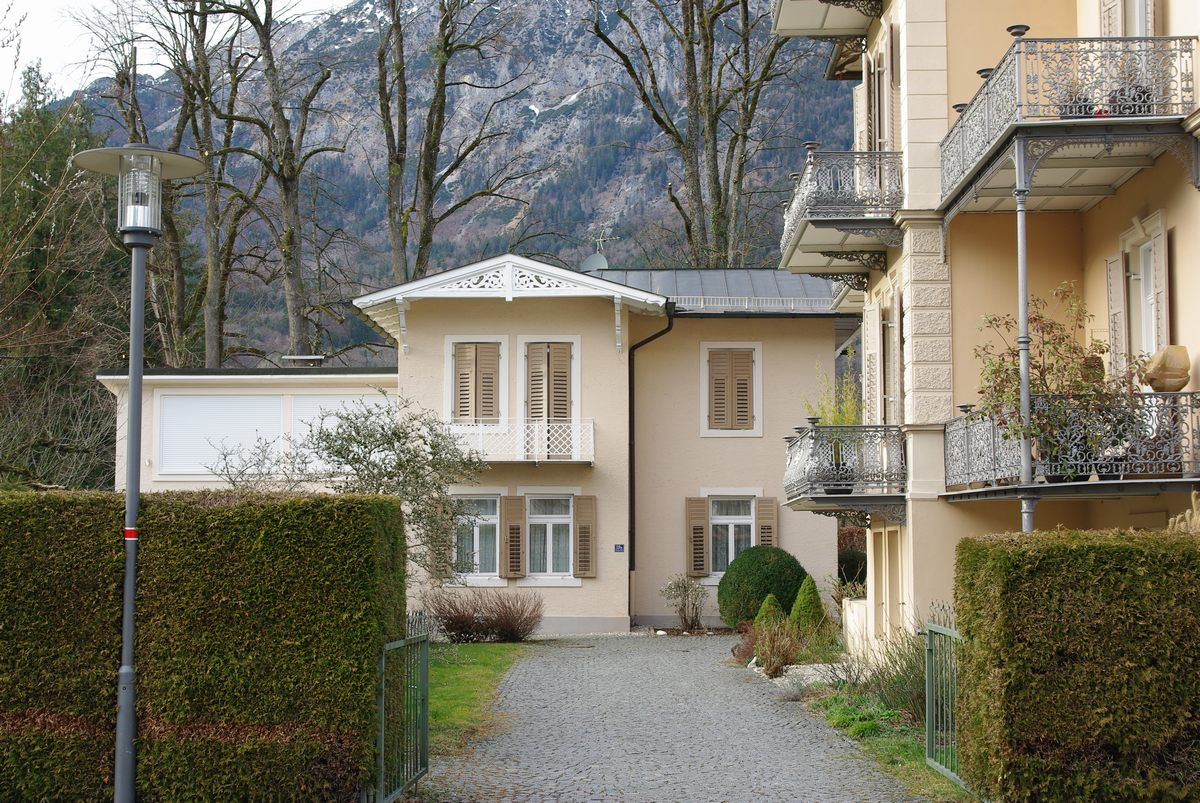
Gartenhaus der Villa Innocentia

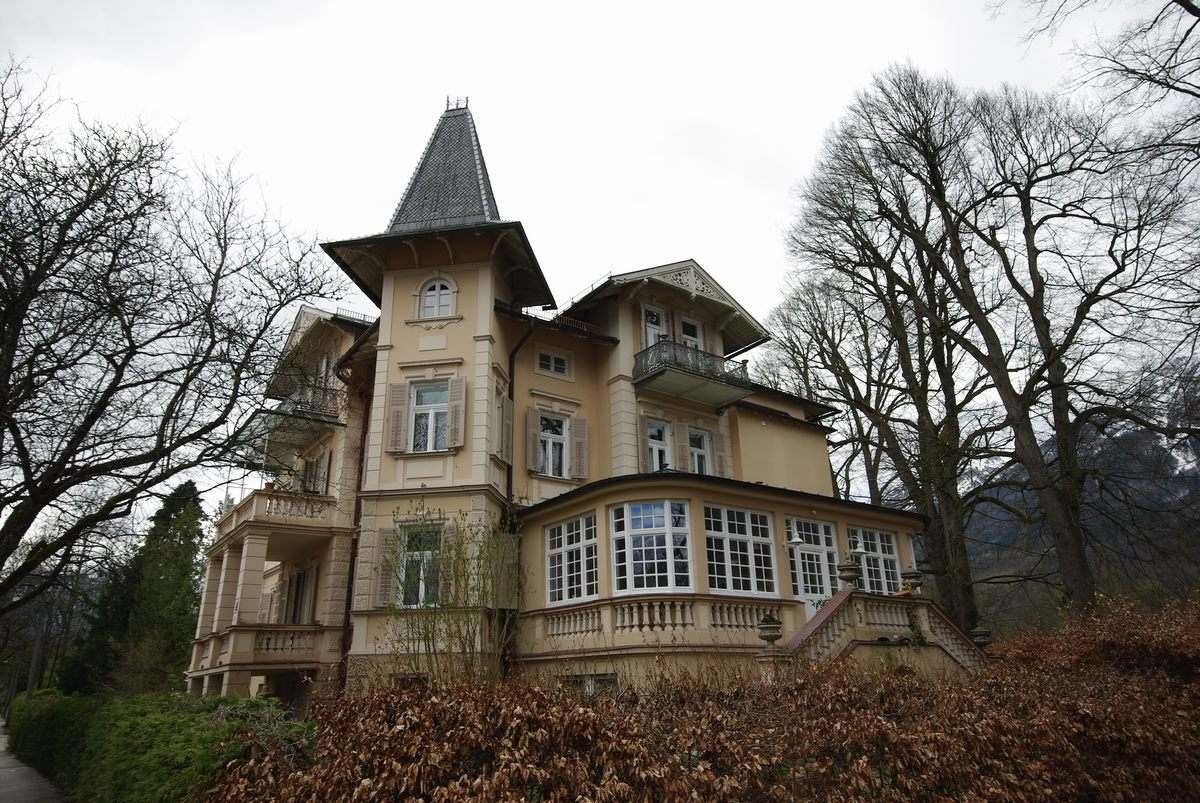
Ostseite mit Veranda

Die Villa Innocentia ist eine Villa und ehemalige Kurpension in der Goethestraße in Bad Reichenhall.
Die Villa Innocentia und das etwas später errichtete Gartenhaus stehen unter Denkmalschutz und sind unter der Nummer D-1-72-114-31 in die Bayerische Denkmalliste eingetragen.

## Geschichte
Die Villa Innocentia entstand zur Blütezeit des Kurbetriebs in Bad Reichenhall um die Jahrhundertwende. Damals entstanden Dutzende Hotels, Kurpensionen und Fremdenheime, um die Kurgäste und Sommerfrischler unterzubringen. Heute werden Gebäude dieser Art kaum noch für touristische Zwecke genutzt, die Villa Innocentia ist inzwischen ein normales Wohnhaus.

## Beschreibung
Die Villa Innocentia ist ein zweieinhalbgeschossiges Gebäude mit Flachsatteldächern, Eckerkerturm, Neurenaissancegliederungen, Loggien, Veranden und eisernen Balkons. Der „malerische Eckbau“ wurde von Jakob Dürk geplant und 1900 errichtet.
Das zugehörige Gartenhaus, ein zweigeschossiger Flachsatteldachbau mit Laubsägearbeiten im Giebelfeld stammt aus der gleichen Zeit. Der Anbau der Loggien erfolgte im ersten Viertel des 20. Jahrhunderts.

## Lage
Die Villa Innocentia befindet sich an der Goethestraße unweit der Einmündung der Luitpoldstraße. Nördlich an das Villengrundstück grenzt der Parkplatz der Rupertustherme, auf dem Parkplatz westlich der Villa befand sich bis in die 1980er Jahre die Asthma-Kinderheilstätte.